# Sprengelia
Genre
Classification APG III (2009)
Sprengelia est un genre de plantes à fleurs dicotylédones de la famille des Ericaceae originaire d'Australie.

## Liste d'espèces
Selon Catalogue of Life (11 décembre 2022) :
- Sprengelia distichophylla (Rodway) W.M.Curtis
- Sprengelia incarnata Sm.
- Sprengelia minima  Crowden
- Sprengelia monticola (DC.) Druce
- Sprengelia sprengelioides (R.Br.) Druce